# Sesvetska Sela
Sesvetska Sela Szeszvete városnegyed része, 1991 előtt Zágráb fővároshoz tartozó önálló település Horvátországban. Közigazgatásilag a fővároshoz tartozik.

## Fekvése
Zágráb városközpontjától 14 km-re keletre, a Črnec-patak mentén, a városból Vrbovecre és Belovárra menő régi út és az A4-es autópálya kereszteződésénél fekszik.

## Története
Az első katonai felmérés térképén „Szello” néven található. Lipszky János 1808-ban Budán kiadott repertóriumában „Szello” néven szerepel. Zágráb vármegye Zágrábi járásához tartozott. Az első világháború után az új délszláv államhoz, majd 1929-től a Jugoszláv Királysághoz tartozott. 1941 és 1945 között a Független Horvát Állam része volt, majd a szocialista Jugoszlávia fennhatósága alá került. A plébániát 1980-ban az 1660/1980 számú rendelettel az akkori érsek, Franjo Kuharić bíboros alapította. 1991-től a független Horvátország része. Az új plébániatemplom 1993-ra épült fel.

## Nevezetességei
Páduai Szent Antal tiszteletére szentelt római katolikus plébániatemploma 1991 és 1993 között épült. A népesség hirtelen növekedése miatt (2005-ben a városrészben már 2000 család élt) a plébániatemplom túl kicsi lett az összes hívő befogadására, ezért bővíteni kellett. A templom bővítésével és a torony felújításával kapcsolatos munkák 2005. július 8-án kezdődtek, és 2006. január 15-én fejeződtek be. Színes ólomüveg ablakai Kőrösi Szent Márkot (akinek ereklyéit az oltárban is elhelyezték), Boldog Alojzije Stepinacot, a Szentcsaládot, a Boldogságos Szűz Máriát, Szent Leopold Mandićot, a Szentháromságot, két angyalt és Jézus sebeit ábrázolják. Különleges művészeti értéket képvisel az akadémikus festőművész Kristina Rismondonak az utolsó vacsorát ábrázoló ólomüveg ablaka. Meg kell még említeni a keresztút állomásait, valamint Marko Gugić spliti szobrászművész braći kőből faragott, Páduai Szent Antal szobrát. A szentségtartó ajtaja Zlatko Ćular akadémiai szobrász és festőművész munkája. A templom előtt Páduai Szent Antal életnagyságú bronzszobra áll.

## Kultúra
A "Sesvetska Sela" folklór egyesületet 1994. december 4-én alapították. Az egyesület a helyieket és a környező települések fiataljait gyűjti össze. 1995 folyamán a tánccsoport, 1996-ban pedig a tamburazenekar alakult meg. Az egyesület eleinte körülbelül 30 taggal rendelkezett. 2010-ben megszerezte a folklóregyüttes címet és ma már mintegy 130 taggal rendelkezik. Az egyesület neve alatt folklóregyüttes, gyermek folklóregyüttes, két külön tamburazenekar és egy veterán csoport működik. A gyermekek folklóregyüttese három tánc- és énekes csoportban működik. Az együttes számos hazai és külföldi fellépéssel (mintegy 30 országban) büszkélkedhet.

## Oktatás
A településen 2007 óta általános iskola működik.